# Sternotomis carbonaria
Sternotomis carbonaria är en skalbaggsart som beskrevs av Aurivillius 1903. Sternotomis carbonaria ingår i släktet Sternotomis och familjen långhorningar.
Artens utbredningsområde är:
- Burundi.
- Rwanda.

Inga underarter finns listade i Catalogue of Life.